# توني نويل
توني نويل (بالفرنسية: Tony Noël)‏ (و. 1845 – 1909 م) هو نحات فرنسي، توفي عن عمر يناهز 64 عاماً.

## التعليم
تعلم في الأكاديمية الفرنسية في روما (1869–1872)، وتعلم في المدرسة الوطنية للفنون الجميلة
.

## جوائز
حصل على جوائز منها:

وسام جوقة الشرف من رتبة فارس